# Rami Yaslam
Rami Yaslam Al-Jaberi (Dubai, 11 giugno 1981) è un ex calciatore emiratino, di ruolo centrocampista.

## Palmarès

### Club
- UAE Arabian Gulf League: 3

Al-Ain: 2002-2003, 2003-2004, 2011-2012
- Coppa del Presidente degli Emirati Arabi Uniti: 3

Al-Ain: 2004-2005, 2005-2006, 2008-2009
- AFC Champions League: 1

Al-Ain: 2002-2003
- UAE Super Cup: 2

Al-Ain: 2003, 2009
- Etisalat Emirates Cup: 1

Al-Ain: 2008-2009